# Twitch
Twitch — видеостриминговый сервис, специализирующийся на тематике компьютерных игр, в том числе трансляциях геймплея и киберспортивных турниров. Видео на платформе Twitch можно просматривать как в реальном времени, так и по запросу. Twitch принадлежит Twitch Interactive — дочерней компании Amazon. Сервис был создан в 2011 году отделением от схожего сервиса justin.tv, имеющего более широкую тематику, с целью разграничить трафик и освободить основные серверы. Помимо компьютерных игр, Twitch проводит трансляции и видео другой тематики, например, музыкальных выступлений или турниров по покеру.
В связи с расширением аудитории и необходимостью лучшей монетизации создается Twitch Media Group, в которую вошли Джонатан Симпсон-Бинт, Ким Нельсон, Энди Свенсон и Кристина Грушкин. Предлагается платная подписка как средство заработка для авторов каналов.
Функция трансляции встраивается в игры, платформы цифровой дистрибуции Origin.
Twitch становится официальным каналом, транслирующим World Cyber Games 2012 в интернете наряду с Korean Ongamenet, Daum TV pot и Chinese NeoTV.
При проведении League of Legends Championship Series участники соревнований транслировали тренировки, тем самым создавая своеобразное реалити-шоу.
После того, как Twitch.tv обогнал по популярности Justin.tv, компания сообщила о смене названия на Twitch Interactive. В том же месяце она была приобретена Amazon за 970 миллионов долларов США. В 2016 году сама Twitch Interactive приобрела и сделала своей дочерней компанией Curse, Inc. — владельца различных онлайн-сервисов, связанных с компьютерными играми.
Аудитория Twitch на протяжении его истории непрерывно росла: уже в октябре 2013 года Twitch располагал 45 миллионами уникальных пользователей в месяц. К 2018 году Twitch сообщал о более чем 2 миллионах стримеров в месяц и 15 миллионах уникальных пользователей в день.
В 2020 году сервис оказался втянут в сексуальный скандал: из-за обвинений в сексуальных домогательствах аккаунтов лишились многие популярные стримеры и сотрудники Twitch. При этом пользователями отмечались неоднократные случаи блокировок аккаунтов без каких-либо проверок, то есть на основании недоказанных обвинений. Зачастую стримеры жалуются из-за, по их мнению, необоснованных блокировок и несправедливых правил, в частности перечня запрещённых слов, в основном направленных на борьбу с расизмом и гомофобией.

### Покупка IGDB
Internet Gaming Database — каталог видеоигр, идейно похожий на IMDb или «Кинопоиск». 17 сентября 2019 года, создатели IGDB объявили, что присоединяются к команде Twitch. Задача остаётся той же — создать самую исчерпывающую базу знаний про видеоигры в мире. Благодаря слиянию, IGDB получит доступ к передовым рабочим ресурсам и сможет достичь своей мечты.
У IGDB есть набор инструментов для разработчиков, благодаря чему данные сервиса можно использовать в других проектах. Ранее у этого API были платные и бесплатные версии, а теперь их все объединили в бесплатную. Инструменты продолжат работать и после объединения с Twitch.

## Поддержка авторов

### Партнёрская программа
В июле 2011 года Twitch запустил свою партнерскую программу, которая к июню 2013 года достигла 4000 участников. Подобно «партнёрской программе» других видеосайтов, таких как YouTube, это позволяет популярным производителям контента делиться прибылью, полученной от рекламы, в своих потоках.
Стримеры, имеющие статус «партнёра» или «компаньона» сервиса, могут получать доход от показа рекламы и платных подписчиков за $4,99, $14,99, и $24,99 в месяц. Взамен подписчики получают значки около никнейма (настраиваются самим стримером), смайлики канала, просмотр трансляции без рекламы и доступ к записям трансляций за последние два месяца (без подписки только за месяц). Кроме того, зрители могут напрямую донатить стримеру при помощи внутренней валюты Cheers.
Летом 2021 года, Twitch ввёл региональные цены, включая Россию, что повлияло на доход стримеров. Так, в России месяц подписки 1-го уровня подешевел с 399 до 130 рублей. В связи с этим, многие авторы начали проводить многодневные марафоны с просьбой зрителей подписываться и дарить подписки, взамен продлевая длительность трансляции на определённое число минут и часов. Некоторые сумели повысить число подписчиков на десятки тысяч. Например, российский стример Денис WELOVEGAMES, за первые 15 дней марафона, набрал 25 тысяч новых платных подписчиков, войдя в топ-15 в мире по их количеству.

### Комиссия
Сервис забирает комиссию с дохода за подписчиков по двум уровням: 50 % — на обычных условиях и 30 % — в индивидуальном порядке. Более выгодные условия, как правило, доступны для авторов со средним числом зрителей от 10 тысяч человек.

### Мероприятия
Twitch ежегодно приглашает популярных авторов из разных стран, включая СНГ, на публичные мероприятия и закрытые вечеринки. Среди таких: TwitchCon, Twitch Rivals. Также компания продвигает множество авторов из числа сексуальных и этнических меньшинств.

## Аудитория
Уже к февралю 2012 года аудитория сайта достигает 15 миллионов игроков в месяц. 45 миллионов уникальных посетителей в месяц. Основа аудитории это люди от 18 до 34 лет. В октябре 2012 года канал посещало 20 миллионов человек, а в августе 2013 года — уже 45 миллионов.

## Содержание
Через Twitch ведётся стриминг видеоигр, турниров и киберспортивных состязаний по ним.
Также на площадке стали популярны и не-игровые стримы, например, категория Music & Performing Arts, где стримеры в прямом эфире исполняют песни по заявкам зрителей и неформально общаются с ними. Другая популярная категория — Just Chatting (Общение), где стримеры общаются со своей аудиторией или смотрят видео, фильмы, мультфильмы и сериалы.
Без внимания не обходится и категория Travel & Outdoors, где люди проводят прямые трансляции на улице, в парке или во время своих путешествий в другие страны.
Политика
7 января 2021 года Twitch закрыл канал Дональда Трампа, который использовался для призывов к массовым протестам противников поражения Трампа на президентских выборах 2020 года.

## Поддерживаемые платформы
Twitch доступен через браузер на любом устройстве, включая официальные приложения для iOS и Android. Доступно приложение для ПК.
Также существует неофициальная программа livestreamer, позволяющая смотреть трансляции без браузера в стороннем плеере, например, в VLC.

## TwitchCon
TwitchCon является ежегодной конвенцией, посвящённой Twitch и игровой культуре. Стримерам она дает возможность познакомиться со своими зрителями, возможными партнерами и спонсорами и улучшает узнаваемость их самих. Она также предоставляет поклонникам уникальную возможность встретиться со стримерами, ознакомиться с новыми видеоиграми, компьютерной техникой и встретиться с сообществом. Первая конвенция была проведена в 2015 году в Сан-Франциско. Также в рамках конвенции, команда платформы анонсирует новые обновления, проводит турниры по разным киберспортивным дисциплинам и продает сувенирную продукцию. По мнению многих, TwitchCon больше ориентирован на стримеров, чем обычных зрителей.
Вне США конвенция впервые прошла в 2019 году в Берлине.
В 2020 году был отменён TwitchCon в Амстердаме из-за угрозы распространения коронавируса.

### GlitchCon
Twitch провели фестиваль GlitchCon в онлайн-формате 14 ноября 2020 года, которое длилось 12 часов. Мероприятие было анонсировано 3 ноября на странице в Twitter.
Ранее Twitch вынужден был отказаться от проведения фестиваля TwitchCon в 2020 году из-за пандемии COVID-19.
Событие разделено на четыре разных канала сервиса: Twitch, TwitchPresents, TwitchGaming и TwitchRivals. На каждом из них было представлено множество авторов: от художников и музыкантов до геймеров, сражающихся друг с другом.

## Партнёры
Twitch сотрудничает с конференциями, встречами и мировыми чемпионатами предлагая им услуги видеотрансляций, среди партнеров такие знаменитые события как E3, BlizzCon, Турниры ESL, Турниры DreamHack, The International (Dota 2), League of Legends Championship Series LLC.
Представители Twitch.TV в сентябре 2013 года объявили о сотрудничестве с WestSummit Capital и Take-Two Interactive, добавив, что эти компании помогут им сильно улучшить качество вещания и доработать сервис для консолей нового поколения, заявив, что выделили на это двадцать миллионов долларов.

### Спонсорство
Компания часто спонсирует различные киберспортивные организации.

### Знаменитости
На площадке нередко появляются и знаменитости, в том числе музыканты. Так, своим присутствием отметились Drake, Snoop Dogg и Logic, который летом 2020 года заявил, что на постоянной основе займётся стримингом и уже подписал эксклюзивный договор с Twitch. Сколько именно он получил за это, неизвестно, но по словам самого рэпера, компания выплатит ему семизначную сумму. Его первый стрим в качестве партнёра прошёл 22 июля 2023 года в 3:00 по МСК — он представил свой альбом No Pressure.

## Расположение серверов
Все основные серверы видеосервиса для Америки расположены в городе Сан-Франциско, США. Европейские серверы находятся в нидерландском Харлеме. В Азии местом расположения серверов является Сингапур.